# ترمس هسباني
الترمس الهسباني (باللاتينية: Lupinus hispanicus) نوع نباتي يتبع جنس الترمس من الفصيلة البقولية.

## الموئل والانتشار
موطنه إسبانيا والبرتغال.

## مرادفات للاسم العلمي
- (باللاتينية: Lupinus rothmaleri Klink.)